# L3MBTL2
L3MBTL2‏ (L3MBTL2, polycomb repressive complex 1 subunit) هوَ بروتين يُشَفر بواسطة جين L3MBTL2 في الإنسان.